# Jan Heller
Jan Heller (* 22. April 1925 in Plzeň; † 15. Januar 2008 in Prag) war ein tschechischer evangelischer Theologe der Evangelischen Kirche der Böhmischen Brüder und Hochschullehrer für Altes Testament und Religionswissenschaft.

## Leben
Heller studiert nach Erlangung seiner Hochschulreife von 1945 bis 1948 Evangelische Theologie in Prag und Basel. Hier hörte er Vorlesungen bei Karl Barth. Von 1948 bis 1951 war er Vikar der Kirche der Böhmischen Brüder in Hořovice. Schon 1950 übernahm er eine Dozentur an der Evangelisch-Theologischen Comenius-Fakultät und lehrte Hebräisch und Religionskunde. In dieser Zeit legte er seine Dissertation zu einem alttestamentlichen Thema vor und wurde zum Dr. theol. promoviert. Zwischendurch lehrte er von 1966 bis 1968 als Gastprofessor an der Humboldt-Universität zu Berlin (DDR) und an der Kirchlichen Hochschule in Berlin (West). Im Jahre 1977 erhielt er eine Professur für Altes Testament an der Comenius-Fakultät, die nach der samtenen Revolution Teil der Karlsuniversität wurde. 
Nach seiner Emeritierung 1992 gab er auch Vorlesungen an der Fakultät für katholische Theologie der Karlsuniversität.
Heller machte sich verdient durch seine Mitwirkung an einer tschechischen ökumenischen Bibelübersetzung. Er war Mitglied der Christlichen Friedenskonferenz und bereitete die I. Allchristliche Friedensversammlung 1961 in Prag vor, an der er sich beteiligte.

## Schriften
- Von der Schrift zum Wort. Das Alte Testament zwischen Gestern und Heute. Evangelische Verlags-Anstalt, Berlin 1990, ISBN 3-374-00456-3.
- An der Quelle des Lebens. Aufsätze zum Alten Testament. In: Beiträge zur Erforschung des Alten Testaments und des antiken Judentums. Band 10. Mit einem Geleitwort von Werner H. Schmidt. Lang, Frankfurt am Main, Bern, New York, Paris 1988, ISBN 3-8204-9856-7.
- Vocabularium biblicum septem linguarum. 5. Auflage. Vyšehrad, Prag 2006.
- Der herabsteigende Gott. Versuch einer Christologie des Alten Testaments.[1]